# مسابقه امدادی

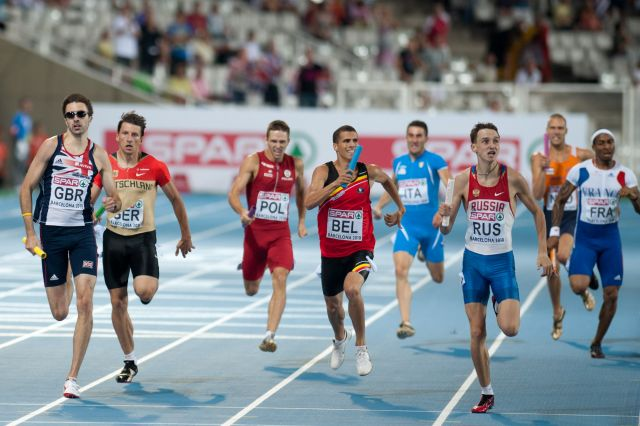
۴ در ۴۰۰ متر قهرمانی اروپا ۲۰۱۰

مسابقهٔ امدادی نوعی رقابت ورزشی است که در آن اعضای یک تیم هر کدام بخشی از مسیر را طی می‌کنند. مسابقات امدادی در ورزش‌های مختلفی از جمله دو، شنا، اسکی، اسکیت، بایاتلون و جهت‌یابی برگزار می‌شود.
در بیشتر مسابقات امدادی یک چوب امدادی در دست ورزشکاران است که پس از پایان نوبت خود آن چوب را به هم‌تیمی خود انتقال می‌دهند. در مسابقات المپیک چندین نوع مسابقه امدادی برگزار می‌شود. در دو و میدانی دوهای ۴ در ۱۰۰ متر و ۴ در ۴۰۰ متر امدادی و در شنا رشته‌های ۴ در ۱۰۰ متر آزاد و ۴ در ۱۰۰ متر مختلط در برنامه مسابقات المپیک تابستانی قرار دارند.

## دوهای امدادی

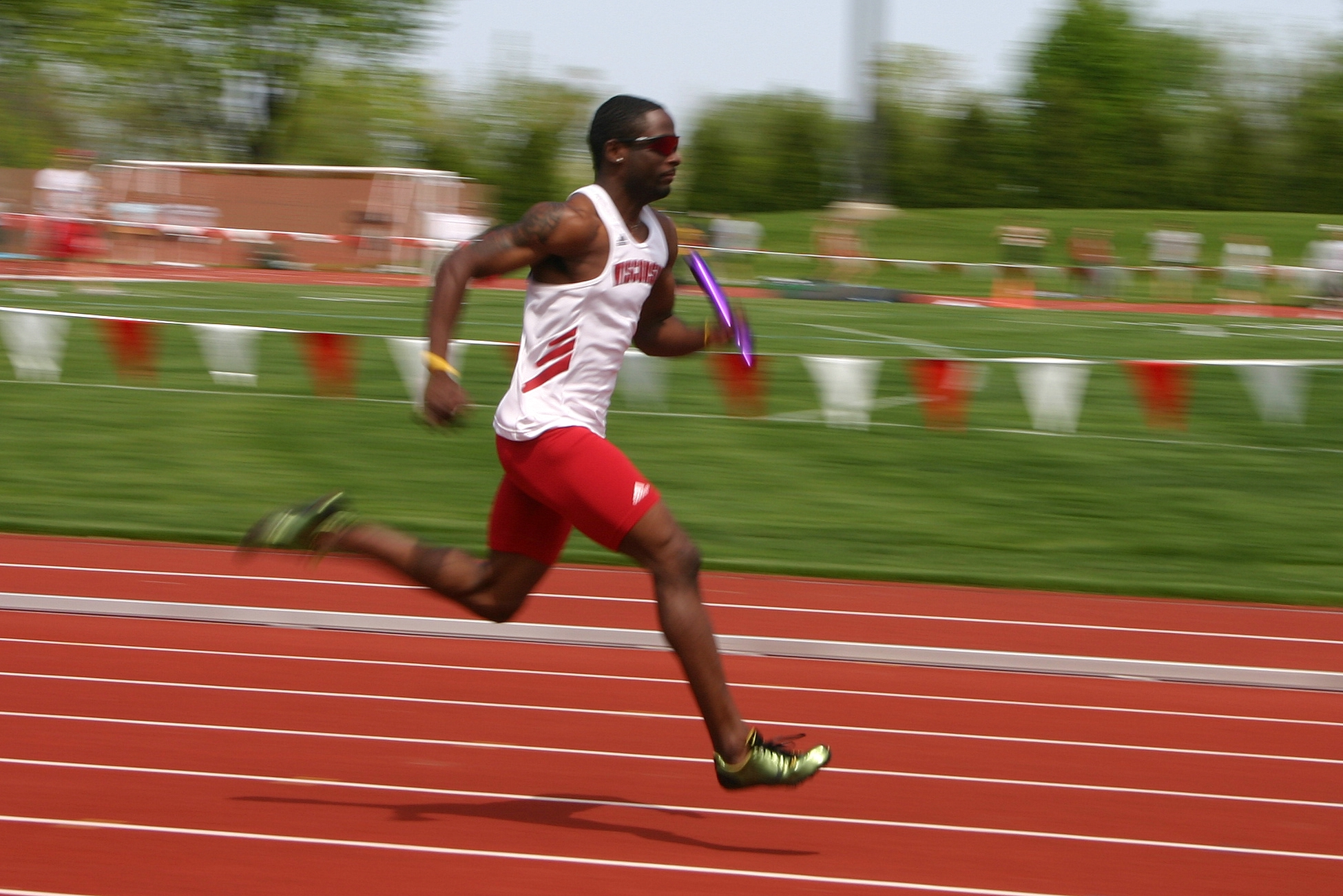
مسابقه امدادی

در دو و میدانی دوهای امدادی زیادی وجود دارد اما دو نوع دو امدادی استاندارد که در برنامه مسابقات قهرمانی جهان و المپیک قرار دارد دوهای ۴ در ۱۰۰ متر و ۴ در ۴۰۰ متر امدادی هستند. به‌طور سنتی دو ۴ در ۴۰۰ متر آخرین مسابقه تورنمنت‌های دو و میدانی است که بر روی پیست برگزار می‌شود و بسیار مورد توجه تماشاگران قرار می‌گیرد. تعیین دقیق رکورد هر ورزشکار در دو امدادی بسیار مشکل است. چون دونده‌ها بعد از استارت زدن چوب امدادی را می‌گیرند و ممکن است مسافتی که طی می‌کنند دقیقاً ۱۰۰ متر یا ۴۰۰ متر نباشد. در مسابقات ۴ در ۱۰۰ متر تمام تیم در یک خط دو خود را آغاز کرده و به پایان می‌رسانند. اما در ۴ در ۴۰۰ متر فقط ۵۰۰ متر اول مسیر در خط‌های ابتدایی طی می‌شود و سپس دونده‌ها اجازه دارند تا به خط یک (کنار پیست) بیایند.